# Cantón Biblián
Cantón Biblián är en kanton i Ecuador.   Den ligger i provinsen Cañar, i den centrala delen av landet, 280 km söder om huvudstaden Quito. Arean är 205 kvadratkilometer.
Terrängen i Cantón Biblián är huvudsakligen kuperad, men västerut är den bergig.